# Reunion (álbum de Glen Campbell)
Reunion (subtitulado The Songs of Jimmy Webb) es el vigésimo séptimo álbum de estudio del cantante estadounidense Glen Campbell. Fue publicado en octubre de 1974 a través de Capitol Records.

## Antecedentes
El primer éxito de Campbell con una canción de Jimmy Webb fue a finales de 1967, cuando «By the Time I Get to Phoenix» llegó al puesto número 26 en las listas de éxitos de Estados Unidos. Un año después, lo hizo considerablemente mejor con la balada «Wichita Lineman», que alcanzó el puesto número 3 en la lista de los más vendidos, y unos meses después, a principios de 1969, «Galveston» alcanzó el puesto número 4 en el Billboard Hot 100.

## Grabación y contenido
Las sesiones de grabación del álbum tuvieron lugar en Hollywood Sound, un estudio ubicado en Hollywood, California. Jimmy Bowen produjo el álbum mientras que John Guess se desempeñó como ingeniero de audio. Como el nombre del álbum lo indica, Reunion es el reencuentro de Campbell con el compositor Jimmy Webb. Ocho de las canciones fueron escritas por Webb mientras que «About the Ocean» fue escrita por su hermana Susan Webb. El álbum también incluye una versión de «Roll Me Easy», escrita por Lowell George e interpretada originalmente por Little Feat en Dixie Chicken (1973).

## Lista de canciones
Todas las canciones escritas y compuestas por Jimmy Webb, excepto donde esta anotado.
Lado uno
1. «Roll Me Easy» (Lowell George) – 2:38
2. «Just This One Time» – 3:42
3. «You Might as Well Smile» – 3:31
4. «Wishing Now» – 3:12
5. «About the Ocean» (Susan Webb) – 2:57

Lado dos
1. «Ocean in My Eyes» – 3:25
2. «The Moon's a Harsh Mistress» – 3:04
3. «I Keep It Hid» – 3:24
4. «Adoration» – 3:14
5. «It's a Sin» – 2:24

## Créditos y personal
Créditos adaptados desde las notas de álbum de Reunion.
Personal técnico
- Jimmy Bowen – productor
- Jimmy Webb – arreglos
- John Guess – ingeniero de audio
- Roy Kohara – director artístico
- Sam Emerson – fotografía
- Anthony Loew – fotografía

## Posicionamiento
| Gráfica (1974–75)                          | Pico de posición |
| ------------------------------------------ | ---------------- |
| Australia (Kent Music Report)              | 85               |
| Estados Unidos (Billboard Top LPs & Tape)  | 166              |
| Estados Unidos (Billboard Hot Country LPs) | 18               |